# Encourtiech
Encourtiech ist eine französische Gemeinde mit 98 Einwohnern (Stand 1. Januar 2022) im Département Ariège in der Region Okzitanien. Sie gehört zum Arrondissement Saint-Girons und zum Kanton Couserans Est.
Nachbargemeinden sind Saint-Girons im Norden, Montjoie-en-Couserans im Nordosten, Rivèrenert im Osten, Lacourt im Süden und Eycheil im Westen. 

## Bevölkerungsentwicklung

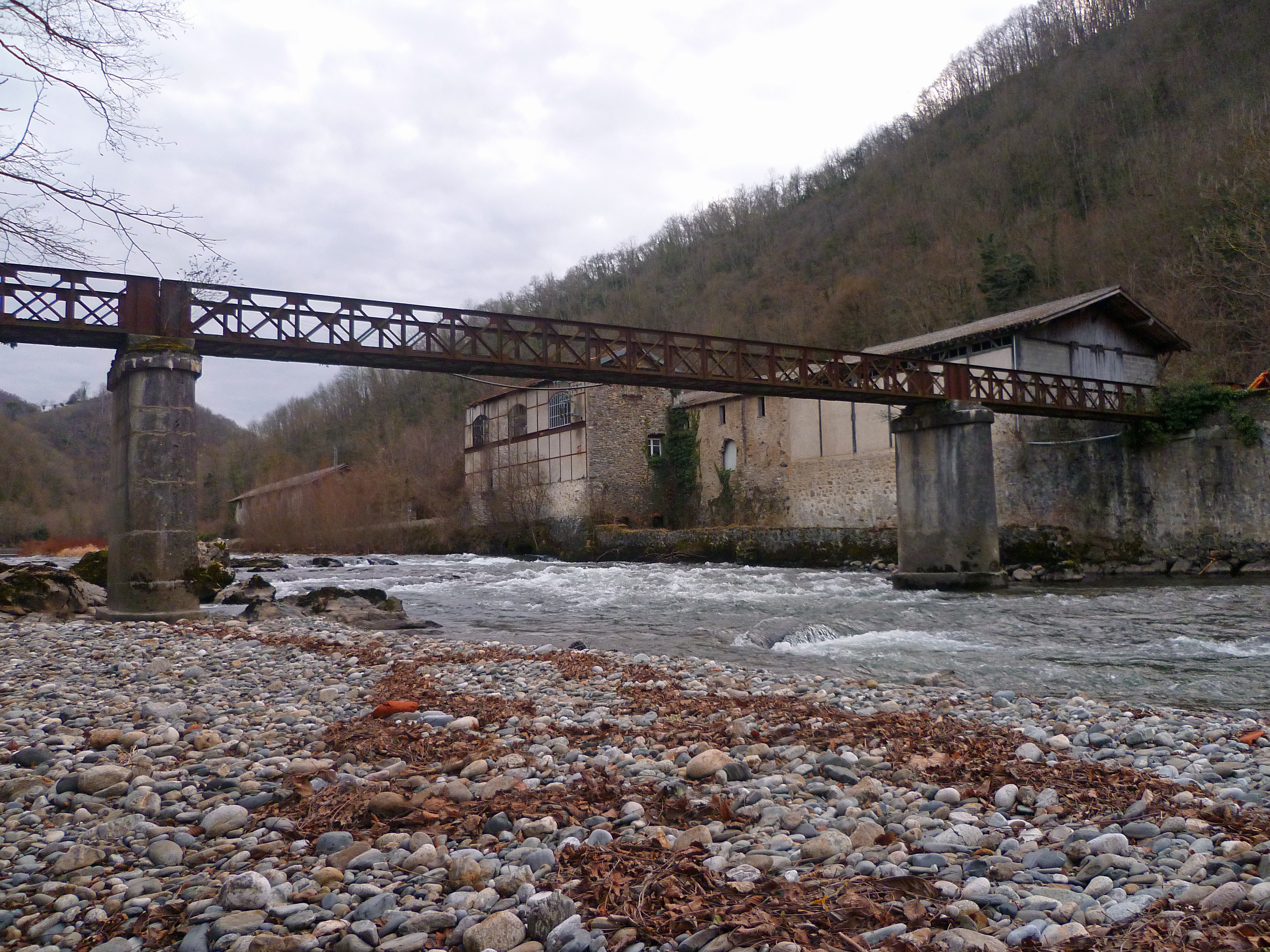
Steg über den Fluss Salat bei Encourtiech

| Jahr                       | 1962 | 1968 | 1975 | 1982 | 1990 | 1999 | 2008 | 2019 |
| -------------------------- | ---- | ---- | ---- | ---- | ---- | ---- | ---- | ---- |
| Einwohner                  | 139  | 131  | 102  | 100  | 91   | 84   | 106  | 90   |
| Quellen: Cassini und INSEE |      |      |      |      |      |      |      |      |